# Javier Gonzales

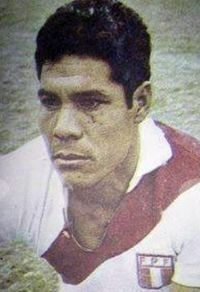

José Javier Gonzales Alponte (* 11. Mai 1939 in Lima; †  11. April 2018 ebenda) war ein peruanischer Fußballspieler.

## Karriere

### Verein
Javier „Muerto“ Gonzales begann seine Spielerkarriere bei den Sport Boys aus der Hafenstadt Callao. Nachdem er für ein Jahr an den Stadtrivalen Unión Callao ausgeliehen war, gab er 1958 für die Sport Boys sein Debüt in der Primera División. 1962 spielte er ein Jahr bei Association Chorrillos. Anschließend setzte er seine Karriere bis 1968 bei den Sport Boys fort, mit denen er 1966 peruanischer Vizemeister wurde.
1969 wechselte er zu Alianza Lima, wo er 1971 ebenfalls die Vizemeisterschaft errang. Dort beendete er 1973 seine aktive Laufbahn.
Sein Spielername „Muerto“ bedeutet übersetzt „Der Tote“.

### Nationalmannschaft
Zwischen 1967 und 1970 bestritt Javier Gonzales 16 Länderspiele als Abwehrspieler für die peruanische Fußballnationalmannschaft.
Er debütierte am 28. Juli 1967 bei der 0:1-Niederlage in einem Freundschaftsspiel gegen Uruguay in Lima.
Anlässlich der Fußball-Weltmeisterschaft 1970 in Mexiko wurde er in das peruanische Aufgebot berufen. Im ersten Vorrundenspiel der Peruaner gegen Bulgarien wurde er in der 28. Minute für den verletzten Verteidiger Eloy Campos eingewechselt. In der zweiten Halbzeit gelangte er bereits beim Endstand von 3:2 für Peru ungeplant vor das gegnerische Tor und kam zum Schuss, der allerdings keinen weiteren Torerfolg für seine Mannschaft brachte. Im weiteren Verlauf des Turniers kam er nicht mehr zum Einsatz.

## Privates
Im Jahr 2010 musste ihm nach einer unglücklich verlaufenen Meniskusoperation das linke Bein amputiert werden. Er starb am 11. April 2018, einen Monat vor seinem 79. Geburtstag, in seiner Heimatstadt Lima.

## Erfolge
- Peruanischer Vizemeister: 1966 und 1971